# О-Ксилен
o-Ксилен (орто-ксилен) є ароматичним вуглеводнем з формулою C6H4(CH3)2 з двома метильними замісниками, приєднаними до сусідніх атомів вуглецю бензольного кільця (орто-конфігурація). Це структурний ізомер м-ксилену та п-ксилену, суміш називається ксиленом або ксиленами. о-Ксилен — безбарвна злегка масляниста легкозаймиста рідина.

## Виробництво
Нафта містить приблизно один масовий відсоток ксиленів. Більшість о-ксилену виробляється шляхом крекінгу нафти. Його отримують дистиляцією суміші ізомерів ксилену (о-ксилену, м-ксилену та п-ксилену). Виробництво становило приблизно 500 000 тонн у 2000 році.
Ксилени також входять до складу сирого бензену (2—5%), який виробляється на коксохімічних підприємствах. Частка о-ксилену в сирому бензені складає 0,4—1%.

## Застосування
1. Використовують o-ксилен для виробництва фталевого ангідриду:
2. Через те, що  метильні групи легко окислюються вони легко піддаються галогенуванню. При обробці елементарним бромом ці групи бромуються, утворюючи ксилілен дибромід:
C6H4(CH3)2  +  2 Br2  →  C6H4(CH2Br)2  +  2 HBr